# Leszek Grzybowski
Leszek Grzybowski (ur. 10 kwietnia 1945, zm. 19 lutego 2018) – funkcjonariusz i działacz partyjny, dr nauk politycznych, ekonomista, przedsiębiorca.
Był zatrudniony w KC PZPR, m.in. jako kierownik Biura ds. Kontroli i Rewizji Centralnej Komisji Kontrolno-Rewizyjnej PZPR (1986–1989), zastępca kierownika Wydziału Ideologicznego KC (1989) i ostatni kierownik Kancelarii Sekretariatu KC (1989–1990), zajmując tym samym funkcję najbardziej zaufanego funkcjonariusza ówczesnego I sekretarza KC PZPR Mieczysława Rakowskiego w centralnym aparacie wykonawczym PZPR. Uczestniczył ze strony władz w rozmowach w Magdalence. Należał do zespołu redakcyjnego miesięcznika „Dziś”.